# Clariallabes petricola
Clariallabes petricola är en fiskart som beskrevs av Greenwood, 1956. Clariallabes petricola ingår i släktet Clariallabes och familjen Clariidae. Inga underarter finns listade i Catalogue of Life.